# Teodor Tanco
Teodor Tanco (n. 22 aprilie 1925, Monor, județul Bistrița Năsăud – d. 29 martie 2019, Cluj-Napoca, județul Cluj) a fost un scriitor, jurist, dramaturg și istoric literar român.

## Biografie
Urmează studiile secundare la Liceul „George Coșbuc” din Năsăud, unde i-a avut profesori pe Vasile Bichigeanu (limba greacă veche), Alexandru Husar (istorie și franceză) si pe Palfy Endre, fiind coleg de liceu cu Ion Oarcăsu. 
A debutat publicistic în 1946, cu critică literară, în revista literară Orizonturi literare, fiind încă elev. 
După terminarea studiilor secundare urmează Facultatea de Drept din Cluj-Napoca, pe care o absolvă in 1950. A devenit doctor în științe juridice în anul 1975, cu teza Sociologia dreptului în opera lui Eugeniu Speranția.
A debutat ca dramaturg cu piesa Cetatea Unirii, în 1978.
A fost membru al Uniunii Scriitorilor din România, filiala Cluj.
În anul 1994 i s-a acordat Premiul „George Barițiu” al Academiei Române pentru cele șapte volume „Virtus Romana Rediviva.

## Activitate publicistică
- Oameni în halat vișiniu, (jurnal), 1968;
- Cui îi bate inima, (povestiri), 1970;
- Virtus Romana Rediviva, I-VII (însemnări și portrete , premiul G. Barițiu al Academiei Române, prefața primului vol.: acad. Ștefan Pascu).
- Urme peste veacuri, 1974;
- Rădăcini adânci, 1977;
- Memoria istoriei, 1981;
- Memoria prezentului, 1984;
- Memoria viitorului, 1987; 1997;
- Soldați fără arme, (roman), 1973;
- Trilogie transilvană, (teatru), 1985;
- Prea tineri pentru amintiri, (povestiri studențești), 1987;
- Lumea transilvană a lui Ion Creangă, (excurs istoric-literar), 1989, 1999;
- Jurnalul unui scriitor candidat independent în parlament, 1992;
- Basarabia, numele tău e Maria! (însemnări de peste Prut), 1992; 1994;
- Sociologul Eugeniu Speranția, (studiu având la bază teza de doctorat din 1975), 1993;
- Fana, (roman), 1995;
- Studenta, (roman), 1995;
- Însemnări și portrete, 1995;
- Dicționar literar 1639-1997 al județului Bistrița-Năsăud, Editura Virtus Romana Rediviva, 1998;
- Despre Liviu Rebreanu, 2001;
- Pagini alese din istoria Monorului, Virtus Romana Rediviva, 2001
- Istoria presei din județul Bistrița-Năsăud, 2004
- Cândva mă voi întoarce acasă. Vol I - Tinerețe pribeagă, Editura Limes, 2006 [6]
- Vară canadiană, 2007 [7]
- Basarabia, numele tău e Maria!, Editura Napoca Nova, Cluj-Napoca, 2013